# Водолазный костюм

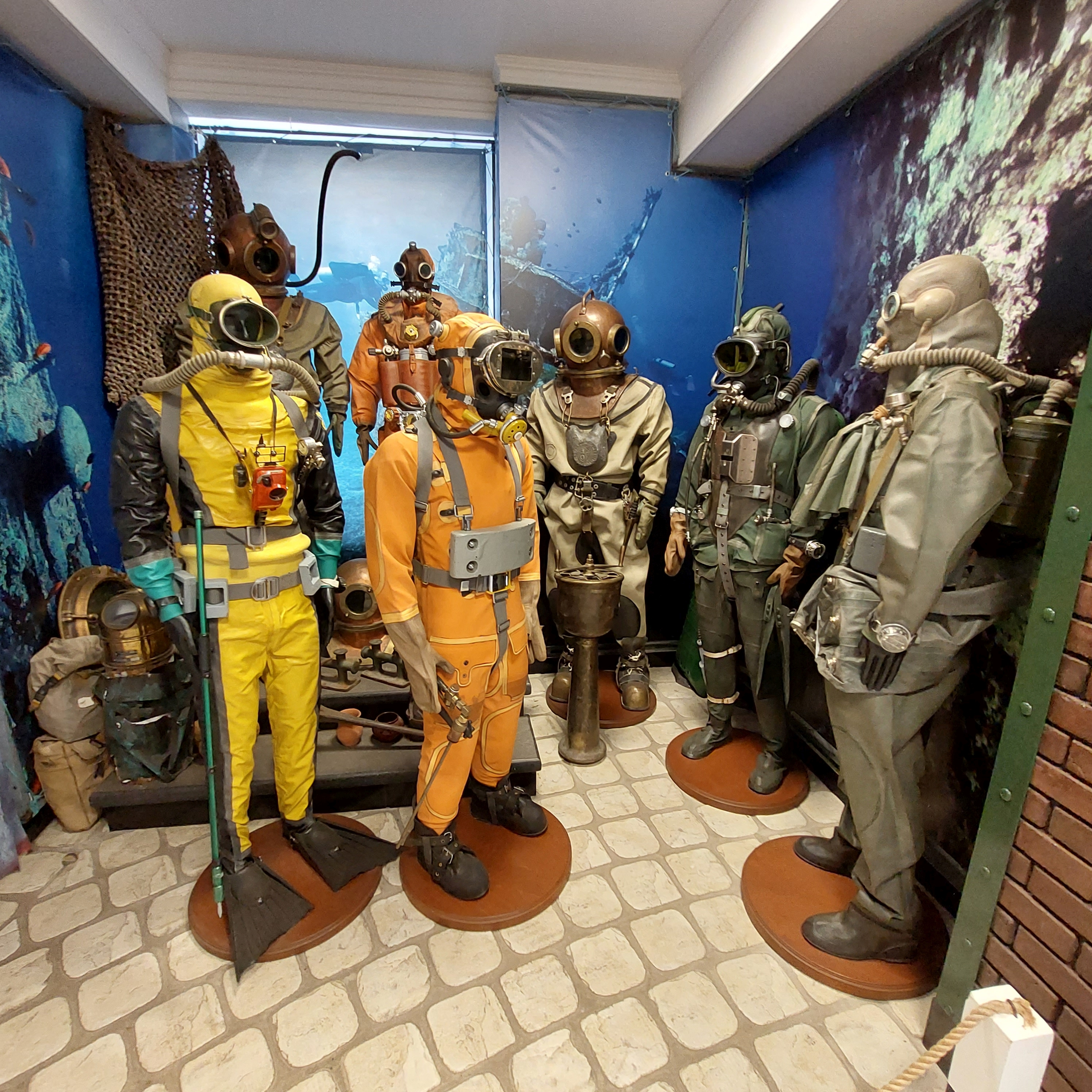
Водолазные костюмы разных эпох. Музей техники Вадима Задорожного

Водолазный костюм — водолазное снаряжение для безопасного погружения под воду.
Датой изобретения первого водолазного костюма часто называют 1819 год, а его изобретателем называют конструктора Августа Зибе. Но он был лишь одним из нескольких изобретателей того времени, проводивших подобные эксперименты, различные варианты костюмов (правда более громоздких и неудобных) были известны еще до него.  
Ещё столетием раньше русский крестьянин из подмосковного села  Ефим Никонов предложил проект водолазного костюма из кожи. Этот костюм содержал в себе основные элементы современного водолазного снаряжения. Шлем представлял собой прочный деревянный бочонок со смотровым окошком против глаз. Воздух подавался по кожаной трубе. Скважины и отверстия должны были быть «убиты» свинцом, а к спине должен был быть прикреплен груз со свинцом или песком.
В 1823 году братья Джон и Чарльз Дины, получили патент на «дымовой аппарат», предназначавшийся для использования пожарными. Спустя пять лет на его основе они сконструировали «патентованное водолазное облачение Дина». Водолазное облачение Дина состояло из освинцованного шлема с иллюминаторами для наблюдения, закрепленного на плечах водолаза и подсоединенного через шланг к источнику воздуха на поверхности и тяжелого костюма для защиты от холодной воды . Выдыхаемый воздух выходил через край шлема, в целом костюм был удачен и безопасен, пока водолаз находился в вертикальном положении. Угроза жизни водолаза возникала при его падении, так как в этом случае шлем быстро наполнялся водой, а застраховаться от таких случаев при перемещению по неровному а то и сильно захламлённому дну практически невозможно.
В России в 1829 году механиком Гаузеном, служившим на флоте в Кронштадте, также был предложен вариант «водолазного станка», который состоял из кожаного костюма, металлического шлема и грузов. Голова водолаза находилась в уменьшенном колоколе с иллюминатором. Сжатый воздух подавался с помощью насоса в шлем, который крепился на плечах водолаза металлической шиной и не был соединён с костюмом герметично, так что излишки воздуха выходили из-под нижнего края шлема. Из-за опасности проникновения воды внутрь шлема водолаз должен был всё время находиться в вертикальном положении, не совершая наклонов. Изобретение Гаузена в дальнейшем было усовершенствованно и использовалось российским флотом для подводных работ вплоть до 1870-х. 
Август Зибе усовершенствовал «водолазное облачение», герметично соединив шлем с костюмом, доходившим до пояса. Такая конструкция оказалась гораздо безопаснее, она предотвращала попадание воды в шлем, когда водолаз терял равновесие, выдыхаемый воздух выходил наружу через край водолазного костюма. 
В 1840 году в водолазный костюм был добавлен выпускной клапан, так появился полномерный водолазный костюм, известный как «усовершенствованный водолазный костюм Зибе». Он успешно применялся Королевскими саперными войсками в работах по удалению обломков военного корабля у входа в порт города Портсмута в Англии. Командующий операцией полковник Уильям Пейсли рекомендовал использовать снаряжение Августа Зибе во всех дальнейших подводных работах, что послужило хорошей рекламой и вскоре водолазный костюм Августа Зибе стал широко применяться на всех флотах мира. 
Он является прототипом всех последующих разработок водолазных костюмов. В частности на его основе разработан российский водолазный костюм Трёхболтовка.
В 1871 году Александр Николаевич Лодыгин создал проект автономного водолазного скафандра с использованием газовой смеси, состоящей из кислорода и водорода. Кислород должен был вырабатываться из воды путём электролиза.
Водолазные скафандры подразделяются на жёсткие (нормобарические, или атмосферные) и мягкие. Самым простым примером мягкого водолазного скафандра может служить трехболтовое водолазное снаряжение.
Акваланг часто ошибочно называют водолазным костюмом, но это не совсем корректно.